# 渡邊剛 (足球運動員)
渡邊剛（1997年2月5日—），日本足球運動員，司職後衛，現效力荷甲球隊飛燕諾，日本國家足球隊成員。

## 俱樂部生涯
他出身于FC东京青训，最初踢的是中场，在初中毕业时身高仅160cm。但他没有选择升上FC东京U18，而是进入了山梨学院大学附属高中。在高一的1年内，主教练也让他开始踢中后卫。
2019年，从中央大学毕业之后，回到FC东京。在效力球队的3年间，共代表球队出场102次，打进7球。
FC东京公布了球队正副队长的人选，后卫球员渡边刚成为了球队的副队长。
2021年12月28日，FC东京官方宣布，球队后卫渡边刚将转会至比甲球会科特赖克。
比甲科特赖克客场战平根特，渡边刚首发打满全场，完成了加盟后首秀。

## 外部連結
- 渡邊剛的X（前Twitter）
- 日本職業足球聯賽中的渡邊剛 （日語）